# Torre de guaita de Cal Baró de Ribelles
La Torre de guaita de Cal Baró de Ribelles és una obra gòtica d'Alella (Maresme) declarada Bé Cultural d'Interès Nacional.

## Descripció
Torre cilíndrica que s'eleva a la part dreta de la masia, que sobresurt en alçada per tal de servir com a punt de guaita i de defensa. És formada per quatre plantes que exteriorment es reflecteixen en una petita finestra de pedra a la part baixa, dues finestres gòtiques als dos cossos centrals treballades en forma d'arc conopial, i tres matacans al pis superior. Interiorment hi ha quatre espais coberts amb volta. La construcció, tota ella de maçoneria,és coronada per merlets.

## Història
Es tracta de l'única torre cilíndrica que hi ha a Alella.